# Flavoproteïne

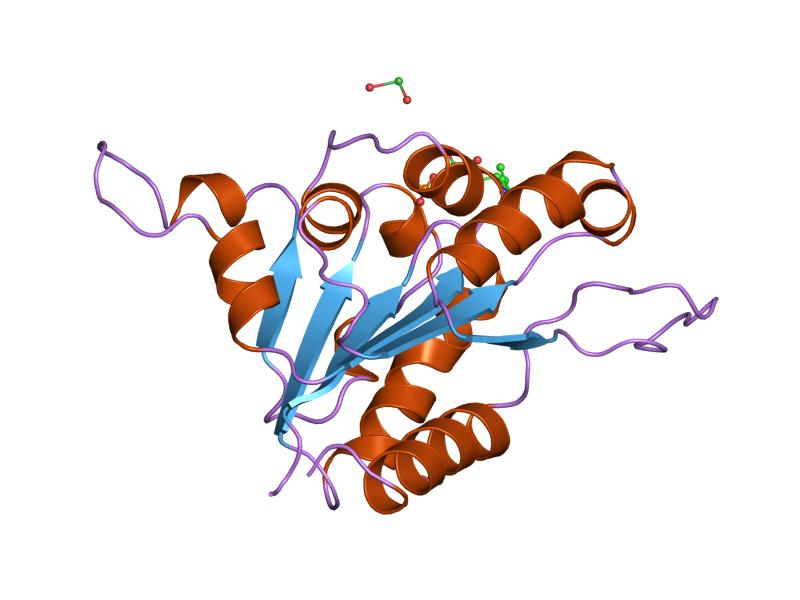
Het flavinemononucleotide (FMN) bindende proteïne athal3.

Flavoproteïne is een proteïne, die als co-enzym riboflavine bevat in de vorm van flavine-adeninedinucleotide (FAD) of flavinemononucleotide (FMN). Dit enzym kalalyseert de redox-reactie in de ademhalingsketen, waarbij het flavoproteïne in de stappen van de ademhalingsketen waterstof overdraagt in de elektronentransportketen. Flavoproteïne behoort tot de enzymengroep flavine.